# Tana French
Tana Elizabeth French ['tɑ:nə 'fɹɛnt͡ʃ] (* 10. Mai 1973 in Burlington, Vermont) ist eine irische Schriftstellerin insbesondere von Kriminalromanen.

## Leben
French kam 1973 als Tochter eines amerikanischen Ökonomen und einer Italienerin in den USA zur Welt. Durch die Arbeit ihres Vaters lebte sie als Kind in verschiedenen Entwicklungsländern, unter anderem in Malawi, aber auch in den USA, in Italien und Irland. Nach ihrem Schauspielstudium am Trinity College in Dublin arbeitete sie für Film und Fernsehen. Sie war einige Zeit Mitglied der irischen Purple Heart Theatre Company. Seit 1990 lebt sie in Dublin. Sie ist verheiratet und hat zwei Kinder. Über ihre Eltern hat French auch die amerikanische und die italienische Staatsbürgerschaft. Ihre Romane spielen in Dublin und der näheren Umgebung.

## Romane
- 2007: In the Woods
  - Grabesgrün, Scherz, Frankfurt am Main 2008. ISBN 978-3-596-17542-0
- 2008: The Likeness
  - Totengleich, Scherz, Frankfurt am Main 2009. ISBN 978-3-596-17543-7
- 2010: Faithful Place
  - Sterbenskalt, Scherz, Frankfurt am Main 2010. ISBN 978-3-502-10216-8
- 2012: Broken Harbour
  - Schattenstill, Scherz, Frankfurt am Main 2012. ISBN 978-3-502-10223-6
- 2014: The Secret Place
  - Geheimer Ort, Scherz, Frankfurt am Main 2014. ISBN 978-3-651-00051-3
- 2016: The Trespasser
  - Gefrorener Schrei, Scherz, Frankfurt am Main 2016. ISBN 978-365-102447-2
- 2018: The Wych Elm
  - Der dunkle Garten, Scherz, Frankfurt am Main 2018. ISBN 978-3-651-02562-2
- 2020: The Searcher
  - Der Sucher, Scherz, Frankfurt am Main 2021. ISBN 978-3-651-02567-7
- 2024: The Hunter.
  - Feuerjagd, Scherz, Frankfurt am Main 2024. ISBN 978-3-949465-10-9

Übersetzung aller deutschen Ausgaben: Klaus Timmermann und Ulrike Wasel

## Hörbücher
Alle deutschen Ausgaben sind auch als Hörbücher erschienen, gesprochen von David Nathan (Grabesgrün), Maren Eggert (Totengleich), Dietmar Wunder (Sterbenskalt), Uve Teschner (Schattenstill), Gerrit Schmidt-Foß sowie Inka Löwendorf (Geheimer Ort), Nina Petri (Gefrorener Schrei), Robert Frank (Der dunkle Garten) und Wolfgang Wagner (Der Sucher, Feuerjagd).

## Verfilmung
Tana Frenchs erste beiden Romane Grabesgrün und Totengleich wurden in Koproduktion des irischen Fernsehsenders RTÉ und der britischen BBC unter dem Titel Dublin Murders als achtteilige Fernsehserie umgesetzt. Ihre Erstausstrahlung erfolgte in Irland und dem Vereinigten Königreich im Oktober 2019; in Deutschland ist die Produktion seit November 2019 auf StarzPlay abrufbar.

## Kritik
Zum Roman Geheimer Ort:
„Die Verflechtung zweier Erzählstränge ist zwar inzwischen im Kriminalroman gängige Praxis, aber wenige Autoren beherrschen wie French die Kunst, auf hunderterlei Umwegen auf die Tragödie gleichsam zuzuschlendern. Seitenlang (von insgesamt 700) so zu tun, als handle es sich um einen Internatsroman. Sie zeigt die Verletzlich- wie die Zähigkeit der Mädchen.“ (Frankfurter Rundschau, 23. Dezember 2014/Literatur)
„Der gesellschaftliche Zwang, sich anzupassen, mitzuspielen, kann extreme Reaktionen hervorrufen – bis zu Mord. French spiegelt ihr Thema vielfach, taucht tief ein in die Psyche von vier Mädchen, die versuchen, gegen alle Widerstände (Lehrer, Eltern, andere Schülerinnen, eigene Ängste) ihren eigenen Weg zu finden. Auch die beiden Ermittler sind, obwohl Könner in ihrem Job, Außenseiter. Doch während sich Conway in der Rolle der Einzelgängerin zu gefallen scheint, wünscht sich Moran nichts mehr, als endlich voranzukommen. Dass sich am Ende des langen Tages in St. Kilda diese Rollen fast vertauscht haben werden, gehört zu den vielen schönen Pointen dieses Romans.“ (Spiegel Online, Marcus Müntefering, entnommen am 30. Dezember 2014)
Zum Roman Gefrorener Schrei:
„Auf den folgenden vierhundert fulminanten Seiten exerziert Tana French sämtliche Spielarten der titelgebenden ‚Grenzüberschreitungen‘ (The Trespasser) durch: Es geht um Männer, die Frauen kontrollieren und um Frauen, die Männer manipulieren und es geht um falsch verstandene Loyalität, um Korpsgeist und Mobbing. Das Ganze erzählt in messerscharfen Dialogen (und inneren Monologen) und mit nahezu hyperrealistischen Schilderungen des Polizeialltags. Dass der Leser willig jeder atemberaubenden Plotwendung folgt, ist jedoch vor allem der Tiefenschärfe geschuldet, mit der French ihre Charaktere zeichnet. Das gilt etwa für die ständig auf Krawall gebürstete und mit ihrem Job hadernde Antoinette Conway (French-Lesern aus ihrem letzten Roman Geheimer Ort bekannt).“

## Auszeichnungen
- 2008: Edgar Allan Poe Award – Kategorie Bester Erstlingsroman für Grabesgrün (Original: In the Woods)
- 2008: Anthony Award – Kategorie Bester Erstlingsroman für Grabesgrün (Original: In the Woods)
- 2008: Macavity Award – Kategorie Bester Erstlingsroman für Grabesgrün (Original: In the Woods)
- 2008: Barry Award – Kategorie Bester Erstlingsroman für Grabesgrün (Original: In the Woods)
- 2010: Krimi des Jahres 2009 (Platz 7) in der KrimiWelt-Bestenliste für Totengleich (Original: The Likeness)
- 2012: Irish Book Award für Schattenstill (Original: Broken Harbour)
- 2013: Krimi des Jahres 2012 (Platz 9) in der KrimiWelt-Bestenliste für Schattenstill (Broken Harbour)
- 2016: Irish Book Award für Gefrorener Schrei (Original: The Trespasser)